# 세영동화
세영동화는 대한민국에 소재했던 애니메이션 스튜디오이다. 애니메이터인 김대중이 1978년 설립하였다. 북아메리카의 애니메이션 TV 프로그램들을 제작했다. 1997년 아시아 금융 위기로 인해 1998년 10월 동우에이앤이에 합병되었다.

## 애니메이션 제작
1980년대
- 개구쟁이 스머프
- 트랜스포머
- 블론디

1990년대
- 출동! 지구특공대
- 앨빈과 슈퍼밴드
- 원탁의 삼총사
- 팬텀 2040

### 일본 애니메이션
1980년대
- 우주전함 야마토 파이널
- 달타냥의 모험

1990년대
- 신비한 바다의 나디아
- 몬타나 존스
- 비스트 워즈 세컨드

### 오리지널 프로덕션
1980년대
- 떠돌이 까치
- 동화나라 ABC
- 독고탁의 비둘기 합창
- 2020년 우주의 원더키디

1990년대
- 어린이의 눈은 속일 수 없습니다.
- 외계소년 위제트
- 은비 까비의 옛날 옛적에
- 보거스는 내 친구
- 월리를 찾아라
- 꿈돌이 (애니메이션)
- 통통이 삼총사
- 초롱이의 옛날여행
- 빛돌이 우주 2만리
- 해상왕 장보고

### 미국 애니메이션
2000년대
- 아줄 더 무비

2010년대
- 아줄 2: 최후의 용암
- 아줄 3: 사이버 스컬의 복수

2020년대
- 아줄 4: 환상과 모험의 시절

## 같이 보기
- 대원미디어
- 동우에이앤이